# Nigel Thrift
Nigel John Thrift (Bath, 12 de octubre de 1949) es un académico y geógrafo británico.

## Biografía
Nacido en 1949, y educado en la Nailsea School al suroeste de Bristol, Thrift estudió luego geografía en la Universidad de Aberystwyth, Gales, e hizo su doctorado en la Universidad de Bristol. Thrift ha ocupado puestos en numerosas universidades, entre ellas la Universidad de Cambridge, la de Leeds, la Nacional Australiana, la Universidad de Gales, Lampeter, la de Bristol y la Universidad de Oxford. En 2005 fue nombrado vicerrector de la Universidad de Warwick, cargo que ocupó en julio de 2006. Tenía la intención de jubilarse al final del año del cincuenta aniversario de la universidad en 2015, pero se prorrogó un mes más su estancia allí hasta finales de enero de 2016.
En 2018 fue nombrado presidente del Comité de Gestión de Residuos Radiactivos, un comité que ofrece asesoramiento científico y técnico independiente sobre residuos radiactivos al gobierno del Reino Unido y a las administraciones delegadas. Es profesor visitante en la Universidad de Oxford y en la Universidad de Tsinghua y profesor emérito en la Universidad de Bristol. En 2016 y 2017 fue el director ejecutivo de Schwarzman Scholars, un programa de liderazgo internacional de la Universidad de Tsinghua en Beijing.
Experto en geografía humana, es uno de los científicos sociales más destacados internacionalmente. Es un académico destacado en los campos de la geografía humana y las ciencias sociales. Su investigación abarca una amplia gama de temas y, en especial, las nuevas formas del capitalismo, el impacto cultural de las tecnologías de la información, la historia y la conciencia del tiempo, la teoría no representativa, las ciudades y la vida urbana así como los efectos del Antropoceno. Thrift ha escrito y coeditado más de una veintena de libros, como Spatial Formations (Sage, 1996), Shaping the Day (Oxford University Press, 2009, con Paul Glennie), Arts of the Political (Duke University Press, 2013) y Seeing Like a City (Cambridge: Polity Press, 2016), coescritos estos dos últimos con Ash Amin.
Miembro de la Academia Británica, Thrift está en posesión de la Medalla de Oro de la Real Sociedad Geográfica Escocesa y la Medalla Victoria de la Royal Geographical Society por sus contribuciones a la investigación en este campo, así como la distinción honorífica de la American Geographical Society. Fue nombrado Knight Bachelor en 2015 por sus servicios a la educación superior.